# Karl von Geusau (dolnorakouský politik)
Karl von Geusau (19. listopadu 1809 – 17. ledna 1875) byl rakouský politik, v 2. polovině 19. století poslanec Říšské rady.

## Biografie
Po absolvování Tereziánské vojenské akademie ve Vídeňském Novém Městě nastoupil roku 1828 k husarskému regimentu (pluku) císaře Ferdinanda č. 3. Ze služby byl se ctí propuštěn roku 1837 v hodnosti rytmistra. Poté se ujal správy svého majetku. Do armády se nakrátko vrátil v roce 1848, kdy zorganizoval a vedl divizi dobrovolných polních myslivců s cílem potlačit maďarskou revoluci. Za zásluhy během této kampaně byl povýšen do hodnosti majora.
Dále působil jako statkář, věnoval se zemědělství a lesnímu hospodářství. Roku 1865 koupil za 12 000 zlatých statek Arbesbach v Dolních Rakousích. Je tehdy uváděn jako majitel velkostatků Engelstein a Ehrendorf.
Byl aktivní i politicky. Již v roce 1861 byl zvolen na Dolnorakouský zemský sněm za kurii velkostatkářskou. Zemský sněm ho 10. ledna 1866 zvolil i do Říšské rady (tehdy ještě volené nepřímo) za kurii velkostatkářskou v Dolních Rakousích. Mandátu se ale nemohl ujmout, protože Říšská rada nebyla svolána. Opětovně získal zemský mandát 27. února 1867 a o pár dní později ho sněm delegoval do Říšské rady. Rezignace byla oznámena dopisem 11. května 1868. Do parlamentu se vrátil v prvních přímých volbách do Říšské rady roku 1873, opět za velkostatkářskou kurii. Na mandát v Říšské radě rezignoval v říjnu 1874.
Zemřel 17. ledna 1875 ve Vídni (Schellinggasse 7) v 66. roce věku. Pohřben byl na svém panství Engelstein.